# Christian Hoff
Christian Hoff (San Francisco, 21 aprile 1968) è un attore statunitense, noto soprattutto come interprete di musical a Broadway.

## Biografia
Nel 2006 ha vinto il Tony Award al miglior attore non protagonista in un musical per la sua performance nel ruolo di Tommy DeVito nella produzione originale di Broadway del musical Jersey Boys.

## Vita privata
È sposato con Melissa Hoff e ha tre figli.